# 호이트 윌헬름
제임스 호이트 윌헬름(James Hoyt Wilhelm, 1922년 7월 26일 ~ 2002년 8월 23일)은 "올드 사지"(Old Sarge)라는 별명으로 잘 알려져 있는 미국의 전 야구 선수이다. 메이저 리그 베이스볼(MLB)에서 1952년부터 1972년까지 투수로 뛰었다. 뉴욕 자이언츠, 세인트루이스 카디널스, 클리블랜드 인디언스, 볼티모어 오리올스, 시카고 화이트삭스, 캘리포니아 에인절스, 애틀란타 브레이브스, 시카고 컵스, 로스앤젤레스 다저스 등지에서 활약했다. 1985년에 야구 명예의 전당에 헌액되었다.
노스캐롤라이나 주에서 어린 시절을 보냈고, 제2차 세계 대전에 참전했다. 이후 몇 년간 마이너 리그를 거쳐 메이저 리그 무대를 밟았다. 선수 시절 그의 주무기는 너클볼이었고, 덕분에 다른 선수들보다 비교적 선수로 오래 뛸 수 있었다. 가끔씩 선발로 나오기도 했지만 선수 경력 대부분을 계투로 뛰었고, 그가 거둔 통산 124번의 구원승은 지금도 메이저 리그 1위의 기록으로 남아 있다. 또한 그는 1000경기 출전과 200세이브를 처음으로 달성한 선수이다.
윌헬름은 20대 후반까지 메이저에 입성조차 못했지만, 이후 거의 50대에 이를 때까지 공을 던졌다. 은퇴 당시 역대 메이저 리그 선수 중 가장 낮은 통산 평균자책점을 기록한 선수 중 한 명으로 이름을 올렸다. 1970년대 초에 선수로서 은퇴한 뒤 뉴욕 양키스와 애틀란타 브레이브스 등지에서 오랜 기간 코치 생활을 했다. 이후 여러 해 플로리다주 새러소타에서 살다 2002년 양로원에서 심부전으로 세상을 떠났다.